# Roßhaupten (Röfingen)
Roßhaupten ist einer der beiden Gemeindeteile von Röfingen und eine Gemarkung im schwäbischen Landkreis Günzburg.

## Lage
Das Kirchdorf in Gestalt eines Straßendorfes liegt am westlichen Rand der Holzwinkel genannten Landschaft, die den nördlichen Teil des Naturparks Augsburg-Westliche Wälder bildet, knapp zwei Kilometer östlich von Röfingen an der Staatsstraße 2510. Im Westen hat sich der Ort in die Gemarkung Röfingen ausgedehnt.
Die Gemarkung mit einer Fläche von 167,6 Hektar liegt vollständig auf dem Gemeindegebiet von Röfingen im Nordosten. Einziger Gemeindeteil auf der Gemarkung ist Roßhaupten.

## Geschichte
Wie die östlichen Nachbarorte Landensberg und Glöttweng war Roßhaupten ursprünglich eine Rodungssiedlung.
In der ersten Hälfte des 16. Jahrhunderts bestand in Roßhaupten eine Poststation am Niederländischen Postkurs von Brüssel über Augsburg nach Innsbruck und Italien, die seit 1523 belegt ist. Der Brüsseler Generalpostmeister Franz II. von Taxis übereignete diese Poststation 1543 mitsamt dem Postamt Augsburg zum Nießbrauch an Seraphin I. von Taxis. Die Poststation Roßhaupten wurde jedoch bereits 1549 unter dem Generalpostmeister Leonhard I. von Taxis in das benachbarte Scheppach verlagert, was aus Prozessakten des Jahres 1568 hervorgeht.
Herrschaftsgeschichtlich war Roßhaupten bis 1805 eng mit dem Nachbardorf Röfingen verbunden. Genauso wie dieses gehörte es zur vorderösterreichischen Markgrafschaft Burgau.
Seitdem der Ort zum Königreich Bayern gehörte, war Roßhaupten, eine eigenständige Gemeinde. Sie hatte 1961 eine Fläche von 166,87 Hektar und 330 Einwohner in 69 Wohngebäuden. Im Zuge der Gebietsreform in Bayern wurde sie 1972 nach Röfingen eingemeindet.
Einwohnerentwicklung
| Jahr          | 1840 | 1861 | 1871 | 1900 | 1925 | 1946 | 1950 | 1961  | 1970   | 1987   |
| Einwohnerzahl | 281  | 300  | 242  | 261  | 289  | 442  | 430  | 330   | 353    | 394    |
| Quelle        |      |      |      |      |      |      |      | [ 7 ] | [ 10 ] | [ 11 ] |

## Sehenswürdigkeiten

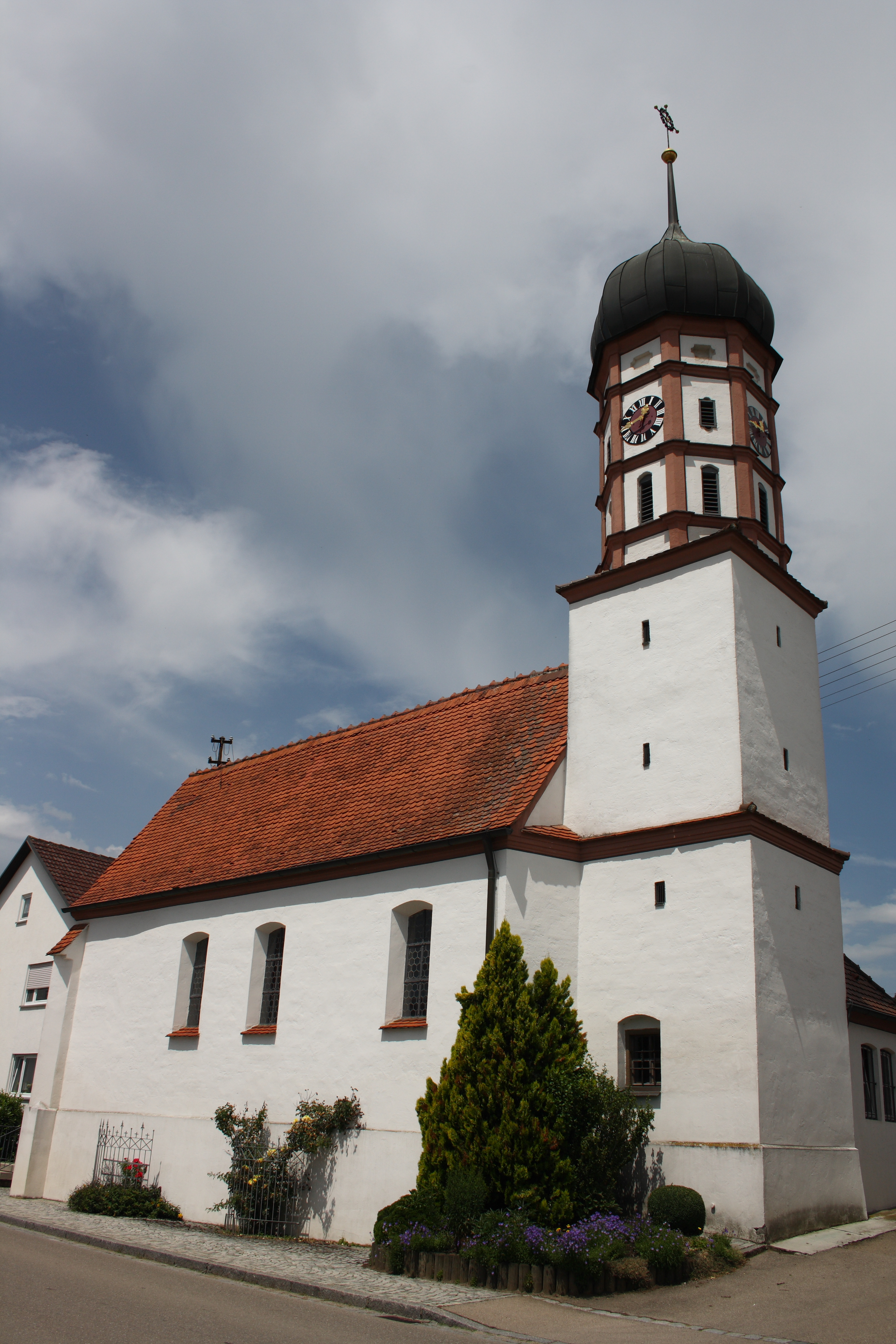
Kirche St. Leonhard

- Katholische Filialkirche St. Leonhard, gotisch, Ausbau 1680; mit Ausstattung

Siehe auch: Liste der Baudenkmäler in Roßhaupten

## Sonstiges
Ungefähr 300 m nördlich des Ortes an der Grenze zur Gemeinde Haldenwang verläuft entlang eines Feldweges die Trasse der ehemaligen Römerstraße Augsburg-Günzburg.